# 49291 Thechills
49291 Thechills è un asteroide della fascia principale. Scoperto nel 1998, presenta un'orbita caratterizzata da un semiasse maggiore pari a 2,6400959 au e da un'eccentricità di 0,1640808, inclinata di 15,38645° rispetto all'eclittica.